# Hôtel de la Sénéchaussée
L'hôtel de la Sénéchaussée est une maison située à Fontenay-le-Comte, en France.

## Localisation
La maison est située à Fontenay-le-Comte, dans le département français de la Vendée.

## Description
Les deux façades principales sur cour et les tours d'escalier sont en pierre de taille, le reste est en moellon. Actuellement, l'hôtel est entièrement couvert en ardoise ; au XVIIe siècle, seuls les toits coniques des tours d'escalier l'étaient, le reste étant couvert en tuile.

## Historique
L'Hôtel de la Sénéchaussée fut érigé au XVIe siècle sous l'égide de l'autorité judiciaire de Fontenay-le-Comte, dans le dessein d'héberger le tribunal supérieur de la cité. Sa tour centrale, désignée sous le nom de « tour Mélusine », doit vraisemblablement sa dénomination à une gravure représentant la fée Mélusine, qui orne le fronton triangulaire de la fenêtre située au second étage. À travers les âges, cet édifice passa entre les mains de divers propriétaires, parmi lesquels figura le gouverneur de la Rochefoucauld, lequel en fit sa résidence de 1621 à 1627. Son fils, François, auteur des célèbres Maximes, y vécut une grande partie de son enfance. 
En 1684, l'hôtel se vit métamorphosé en hôpital général, puis, sous l'influence des bouleversements de la Révolution, fut transformé en prison. Aux alentours de 1848, la cheminée ornée de griffons fut acquise par l'illustre aquafortiste Octave de Rochebrune, lequel l'installa dans la salle à manger de son château de Terre-Neuve. En 1980, le bâtiment fut acquis par la Ville, qui entreprit sa restauration dans le dessein d'y loger les services du Trésor Public. L'édifice est inscrit au titre des monuments historiques en 1988.